# Gynacantha basiguttata
Gynacantha basiguttata är en trollsländeart som beskrevs av Selys 1882. Gynacantha basiguttata ingår i släktet Gynacantha och familjen mosaiktrollsländor. IUCN kategoriserar arten globalt som livskraftig. Inga underarter finns listade i Catalogue of Life.